# Bouna (underprefektur)
Bouna är en underprefektur i Elfenbenskusten. Den ligger i departementet med samma namn, i den nordöstra delen av landet, 300 km nordost om huvudstaden Yamoussoukro.